# Gens Cincia
La gens Cincia fue una familia plebeya de Antigua Roma. El primer miembro de la gens en conseguir prominencia fue Lucio Cincio Alimento, quien fue elegido pretor en 209 a. C.

## Praenominautilizado por lagens
Los Cincii fueron conocidos por usar los praenomina Cayo, Lucio, Marco y Publio, todo los cuales se contaban entre los nombres más comunes a lo largo de la historia de Roma.

## Ramas ycognominade lagens
La única familia prominente de los Cincios llevó el cognomen Alimento, presuntamente derivado de alimentum (en español, «comida»), que sugiere que los antepasados de la familia quizás fueran cocineros. Otros cognomina de los Cincios incluyen Falisco, Salvio, un praenomen osco, y Severo, un cognomen común que significaba «serio» o «severo». Varios Cincios son mencionados sin cognomen.

## Miembros de lagens
- Lucio Cincio Alimento, pretor en 209 a. C., recibió la provincia de Sicilia; un celebrado analista y jurista, a veces identificado con un Cincio más oscuro, que fue anticuario probablemente en tiempos de Augusto.
- Marco Cincio Alimento, tribuno de la plebe en 204 a. C., propuso la Lex Cincia de donis et muneribus, también llamada Lex Cincia o Lex Muneralis, sobre la compensación de los abogados.[4][5][6]
- Marco Cincio, prefecto de Pisa en 194 a. C., escribió al Senado para informarles de una insurrección de los ligures. Quizás, como Marco Cincio Alimento, haya sido tribuno de la plebe en 204 a. C.[7]
- Lucio Cincio, procurador o mayordomo de Ático, frecuentemente mencionado en las cartas de Cicerón.[8]